# Joseph Davilmar Théodore

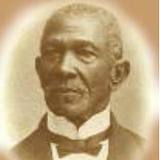
Joseph Davilmar Theodore portrait

Joseph Davilmar Théodore (1847 – 13 de enero de 1917) fue Presidente de Haití desde el 7 de noviembre de 1914 al 22 de febrero de 1915.

## Biografía
Nacido en Ennery, en el arrondissement de Gonaïves (Departamento de Artibonito) en 1847, tras iniciar su carrera en el ejército, organizó a los agricultores de cacao del norte en la revuelta contra el Presidente Oreste Zamor. 
Fue elegido presidente el 7 de noviembre de 1914 y el 10 de noviembre, tomó el juramento del cargo.
El 12 de noviembre de 1914, el gobierno de EE. UU. ofreció ayuda financiera a Davilmar Theodore, a cambio del control de aduanas, ferrocarriles y bancos. Su incapacidad para pagar a los agricultores por su participación en la rebelión, como les había prometido, pronto condujo a su renuncia en favor de Jean Vilbrun Guillaume Sam, en febrero de 1915.
Después de su caída, se exilió primero durante un tiempo en Curazao (territorio de los Países Bajos). Sin embargo, regresó bajo protección estadounidense, falleciendo el 13 de enero de 1917 en Port-au-Prince.